# Sonnet 55

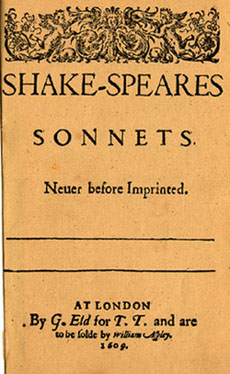
Sonnetten van Shakespeare, 1609

Sonnet 55 is een van de 154 sonnetten van de Engelse toneelschrijver en dichter William Shakespeare. Het gedicht maakt deel uit van een reeks Fair Youth-sonnetten, waarin Shakespeare zijn genegenheid betuigt tegenover een mooie jongeman in de bloei van zijn leven.
Het onderwerp van Shakespeares Sonnet 55 is een jongeman die hij door deze verzen onsterfelijk wil maken. Zelfs als al het andere, zijn jeugd, zijn schoonheid, verloren zal zijn zal hij nog verder leven in dit gedicht. Poëzie is voor Shakespeare de enige garantie op onsterfelijkheid, maar aan de andere kant stelt hij poëzie soms voor als onwaardig om het subject recht te doen. Het thema van het gedicht is bijgevolg dat de tijd alles vernietigt en in de vergetelheid stort, behalve deze jongeman die dankzij het gedicht onsterfelijk gemaakt wordt.

## Shakespeares tekst
| Sonnet 55 Not marble, nor the gilded monuments Of princes shall outlive this powerful rhyme, But you shall shine more bright in these contents Than unswept stone besmeared with sluttish time. When wasteful war shall statues overturn, And broils root out the work of masonry, Nor Mars his sword nor war's quick fire shall burn The living record of your memory. 'Gainst death and all oblivious enmity Shall you pace forth; your praise shall still find room Even in the eyes of all posterity That wear this world out to the ending doom. So, till the judgment that yourself arise, You live in this, and dwell in lover's eyes. |

## Vertaling
Noch marmer, noch vergulde monumenten van prinsen
Zullen dit machtig rijm overleven;
Maar jou doe ik meer eer in dit gedicht
Dan een door tijd verweerde steen.
Als beelden vernietigd door de oorlog zijn
En twisten bouwsels hebben gesloopt
Brandt zelfs 't zwaard van Mars of oorlogsvuur
Geen herinnering aan jou weg
De dood trotserend en alles uitroeiende vijandigheid
Zal jij verder leven, geprezen
In de ogen van hen die na je komen
Tot de Dag des Oordeels
Tot je zelf weer zal verrijzen
Zal je door dit gedicht in minnaarsogen verder leven.

## Analyse
Shakespeares sonnetten zijn voornamelijk geschreven in een metrum genaamd jambische pentameter, een rijmschema waarin elke sonnetregel bestaat uit tien lettergrepen. De lettergrepen zijn verdeeld in vijf paren, jamben genoemd, waarbij elk paar begint met een onbeklemtoonde lettergreep.

### Versregels 1 en 2
Het eerste couplet spreekt over hoe de tijd het subject (de jongeman) niet zal vernietigen, ook al kunnen de prachtigste gebouwen zijn invloed niet ontlopen.
Not marble, nor the gilded monuments
Of princes, shall outlive this powerful rhyme;
Noch marmer, noch vergulde monumenten van prinsen zullen dit machtig rijm (deze versregels) overleven.

### Versregels 3 en 4
But you shall shine more bright...: De dichter zegt hier dat monumenten ter nagedachtenis van iemand ook zullen vergaan, terwijl in de inhoud van dit gedicht (in these contents), je helderder zult schijnen dan die stenen.

### Versregels 5 en 6
When wasteful war...
Oorlogen en opstanden vernietigen alle tijdelijke bouwsels van de mens.

### Versregels 7 en 8
Een volgend couplet zegt dat oorlog evenmin het subject zal vernietigen:
Nor Mars his sword nor war's quick fire shall burn
The living record of your memory.
Noch het zwaard van Mars, noch het snelle vuur van de oorlog zal de levendige herinnering (opm. : dit gedicht dus), aan jou verbranden.

### Versregels 9 en 10
Zelfs de dood zal onmachtig zijn om deze herinnering aan jou uit te wissen:
Gainst death and all-oblivious enmity
Shall you pace forth; your praise shall still find room

### Versregels 11 en 12
Even in the eyes of all posterity
Tegen de dood en tegen vijanden die uit zijn op je vernietiging zul je toch voortleven, en er zal voor jou plaats zijn in de herinnering van hen die na je komen.

### Versregels 13 en 14
Het distichon vat het sonnet samen:
So, till the judgment that yourself arise,
You live in this, and dwell in lover's eyes.
Tot aan de dag des oordeels zul je hierin (deze verzen) leven, en verblijven in de ogen van geliefden.
Met dit laatste (dwelling in lover's eyes) lijkt Shakespeare te suggereren dat de jongeman de gepersonifieerde liefde zelf is, een soort liefde die niet veroverd kan worden en waaraan (zelfs) de poëzie geen recht kan doen.